# Parafroneta subantarctica
Parafroneta subantarctica är en spindelart som beskrevs av A. David Blest 1979. Parafroneta subantarctica ingår i släktet Parafroneta och familjen täckvävarspindlar. Inga underarter finns listade i Catalogue of Life.